# Legges Tor
Legges Tor (1 572 m) est le deuxième plus haut sommet de Tasmanie en Australie et point culminant du Ben Lomond. Situé à l'est de Launceston dans le parc national Ben Lomond, c'est l'une des deux montagnes skiables en Tasmanie. Il est également apprécié pour l'escalade et la randonnée.